# Wohnhaus Marktstraße 14
Das Wohnhaus Marktstraße 14 in der niedersächsischen Samtgemeinde Land Hadeln, Gemeinde Otterndorf im Landkreis Cuxhaven, stammt aus dem 18. Jahrhundert. Aktuell (2024) wird es als Wohnhaus und Beratungsstelle für Kinder, Jugendliche und Eltern genutzt.
Das Gebäude steht unter Denkmalschutz (siehe auch Liste der Baudenkmale in Otterndorf).

## Geschichte und  Beschreibung
Otterndorf war der Hauptort des Landes Hadeln. 1400 erhielt er von Herzog Erich von Sachsen-Lauenburg das Stadtrecht. Das nach der Wurtsiedlung zweite historische Zentrum – die Marktsiedlung – entstand im dritten Viertel des 16. Jahrhunderts. Zur Stadterweiterung nach Osten diente früh die Markstraße mit relativ gleichmäßig großen Parzellen. Der ehemalige Marktplatz wird heute von der Reichen- und der Marktstraße durchschnitten. Die  Platzkreuzung besteht aus Rathaus im Nordwesten, Marktstraße 1 im Nordosten, Kranichhaus und Marktstraße 2 im Süden sowie Reichenstraße 2 im Westen, mit Häusern zumeist aus dem 16. und 17. Jahrhundert. Ab 1582 wurde hier Markt gehalten. Zur denkmalgeschützten Häusergruppe gehören Rathaus (1583), Kranichhaus (1696/1735/1764), Kaufhaus (1754) und neun weitere zumeist giebelständige Wohnhäuser (17. bis 19. Jh.).
Das eingeschossige giebelständige symmetrische Gebäude mit Sockel in Fachwerk mit ziegelgedecktem Mansarddach wurde 1782 (Inschrift) gebaut. Straßenseitig der Eingang und davor eine Freitreppe, eingefasst durch Beschlagwangen in Volutenform. Die  Giebel mit dem dreifach vorkragenden Giebeldreieck wurden horizontal verbrettert. An der Rückseite wurde später eine Veranda angefügt. Bauzeitliche Inneneinrichtungen sind teilweise erhalten.
Das Landesdenkmalamt befand u. a.: „… Die Erhaltung der ehemaligen Marktsiedlung liegt aus geschichtlichen und städtebaulichen Gründen wegen des orts- und siedlungsgeschichtlichen sowie straßen-, platz- und ortsbildprägenden Zeugniswerts im öffentlichen Interesse.“